# Xantotossolo
Lo xantotossolo è una sostanza organica naturale appartenente alla famiglia delle furanocumarine lineari, prodotta come difesa da alcune piante.